# Leah Thomas (ecofeminista)
Leah Thomas, também conhecida como Green Girl Leah, é uma activista ambiental norte-americana activa no Instagram cujo trabalho centra-se na aplicação da interseccionalidade à justiça ambiental.
Ela ganhou notoriedade depois de uma publicação sua no Instagram, que usava a frase "ambientalismo interseccional" e pedia que activistas ambientais apoiassem o Black Lives Matter após o assassinato de George Floyd em 2020, se tornar viral. Ela dirige o Intersectional Environmentalist, um website voltado para pessoas interessadas na relação entre meio ambiente e justiça social. Ela é autora de The Intersectional Environmentalist: How to Dismantle Systems of Oppression to Protect People + Planet, que fornece conselhos a activistas ambientais e descreve teorias de relações entre raça, privilégio, justiça social e meio ambiente.
Thomas defende que os activistas das mudanças climáticas adoptem abordagens antirracistas para facilitar um movimento ambiental interseccional.